# Dzwonkówka krótkotrzonowa
Dzwonkówka krótkotrzonowa (Entoloma depluens (Batsch) Hesler) – gatunek grzybów z rodziny dzwonkówkowatych (Entolomataceae).

## Systematyka i nazewnictwo
Pozycja w klasyfikacji według Index Fungorum: Entoloma, Entolomataceae, Agaricales, Agaricomycetidae, Agaricomycetes, Agaricomycotina, Basidiomycota, Fungi.
Po raz pierwszy takson ten zdiagnozował w 1786 r. August Johann Georg Karl Batsch, nadając mu nazwę Agaricus depluens. Obecną, uznaną przez Index Fungorum nazwę nadał mu w 1980 r. Lexemuel Ray Hesler. Synonimów ma ponad 20. Niektóre z nich:
- Claudopus depluens (Batsch) Gillet 1874
- Claudopus depluens var. macrosporus Dennis 1961
- Entoloma depluens (Batsch) Hesler 1967 var. depluens
- Entoloma depluens var. acrosporum (Dennis) E. Horak 1978
- Rhodophyllus depluens (Batsch) Quél.[2]

Nazwę polską zaproponował Władysław Wojewoda w 2003 r.

## Morfologia
Owocnik wyglądem podobny do ciżmówek (Crepidotus). Kapelusz o średnicy 6–20 mm, muszlowaty lub nerkowaty, przylegający do podłoża. Powierzchnia szarawa, silnie lśniąca. Trzonu zazwyczaj brak, jeśli występuje, ma długość do 4 mm i grubość do 1 mm, powierzchnię białą, pajęczynowo-włóknistą. Blaszki w liczbie 15–30, l = 1-3, raczej gęste, wąsko przyrośnięte, nabrzmiałe w środku, początkowo białe, potem różowawo-brązowe, ostrza postrzępione, tej samej barwy.
Cechy mikroskopowe
Zarodniki w widoku z boku wielokątne, o rozmiarach 8,5–11 × 7,0–7,5 μm. Podstawki 4–zarodnikowe, ze sprzążkami. Cheilocystydy cylindryczne, powyginane z szerokim wierzchołkiem, o rozmiarach 30 × 70 μm. Strzępki w skórce cylindryczne, o szerokości 5–15 μm. Pigment słabo widoczny, niektóre strzępki skórki zawierają bardzo drobne inkrustacje.
Gatunki podobne
Dzwonkówka muszelkowata (Entoloma byssisedum), od której odróżnia się jaśniejszym, zwykle wyblakłym owocnikiem, oraz sterylnymi ostrzami blaszek. Gatunki te łatwo można pomylić ze względu na drobne ich rozmiary oraz ich niezbadany zakres zmienności morfologicznej.

## Występowanie i siedlisko
Bardzo rzadko spotykany w Europie, prawdopodobnie jednak jest częstszy, tylko pomijany ze względu na drobne rozmiary i niepozorną barwę. W piśmiennictwie naukowym na terenie Polski do 2003 r. podano tylko jedno stanowisko (Kwidzyn, 1933 r.).
Saprotrof rozwijający się na próchniejącym drewnie. Owocniki od lata do jesieni.